# فلتس (ویرجینیای غربی)
فلتس (به انگلیسی: Flats) یک منطقهٔ مسکونی در ایالات متحده آمریکا است که در شهرستان هاردی، ویرجینیای غربی واقع شده‌است.